# 锤果马㼎儿
锤果马㼎儿（学名：Zehneria wallichii）为葫芦科马㼎儿属下的一个种。